# Апекс кардиографија
Апекс кардиографија је метода снимање пулсације на врху срца преко кретања зида грудног. коша. Притисак у срчаним преткоморама, бифидни систолни импулс и опипљиво дијастолно избочење су феномени који узрокују двоструку или вишеструку пулсацију на врху срца, која се може регистровати апек кардиографијом.. 

## Опште информације
Конфигурација апексног кардиограма и његов временски однос према електрокардиограму, фонокардиограму, каротидном пулсу и југуларном венском пулсу који су анализирани код  нормалних испитаника у свим случајевима апексни кардиограм је показао карактеристичну и поновљиву контуру у систолној и дијастолној компоненти. Криве апексног кардиограма приказале су све узастопне фазе срчаног циклуса; контракција и пражњење и опуштања и пуњење. Сталан однос према фонокардиограму показао се кориснијим као референтни траг за акустичне догађаје од електрокардиограма, каротидног пулса или југуларног венског пулса. Почетак систолног таласа апексног кардиограма претходи порасту левог интравентрикуларног притиска и затварању митралног залистка. Максимални систолни врх апексног кардиограма јавља се истовремено са почетком избацивања леве срчане коморе и порастом каротидног пулсног притиска. Мали отклон се често уписују на апексном кардиограм у време затварања митралног, трикуспидалног и аортног залиска.
Таласни облик апексног кардиограма је првенствено узрокован померањем леве коморе према зиду грудног коша. Дакле, то је приказ секвенце хемодинамских догађаја који се дешавају у левој срчаној комори испод места снимања.  

## Метода
Код ове методе испитаник се поставља у полулатерални декубитус, са подигнутом левом руком.  У тачки најјачег импулса  на грудном кошу у експираторној апнеји налази испитивач палпацијом и и изнад ње се чврсто држи звоно или левак пречника 2,5 до 3,5 цм. Ако се фонокардиограм добије истовремено, користи се једна чашица са малим бочним наставком за причвршћивање гумене цеви за апексни кардиограм. Померања зида грудног коша унутар подручја обода изазивају промене притиска у ваздуху у пикапу и цеви повезаној са пиезоелектричним кристалом, одакле се промене напона појачавају и преносе на осцилоскоп и фотографски рекордер или на инструмент за директно писање. Запис показује кретање нагоре и надоле које одговарају импулсима створеним на врху срца.